# Stantonia seyrigi
Stantonia seyrigi är en stekelart som först beskrevs av Granger 1949.  Stantonia seyrigi ingår i släktet Stantonia och familjen bracksteklar. Inga underarter finns listade i Catalogue of Life.